# Oppeln-Bronikowski

Wappen derer von Oppell und Oppeln-Bronikowski

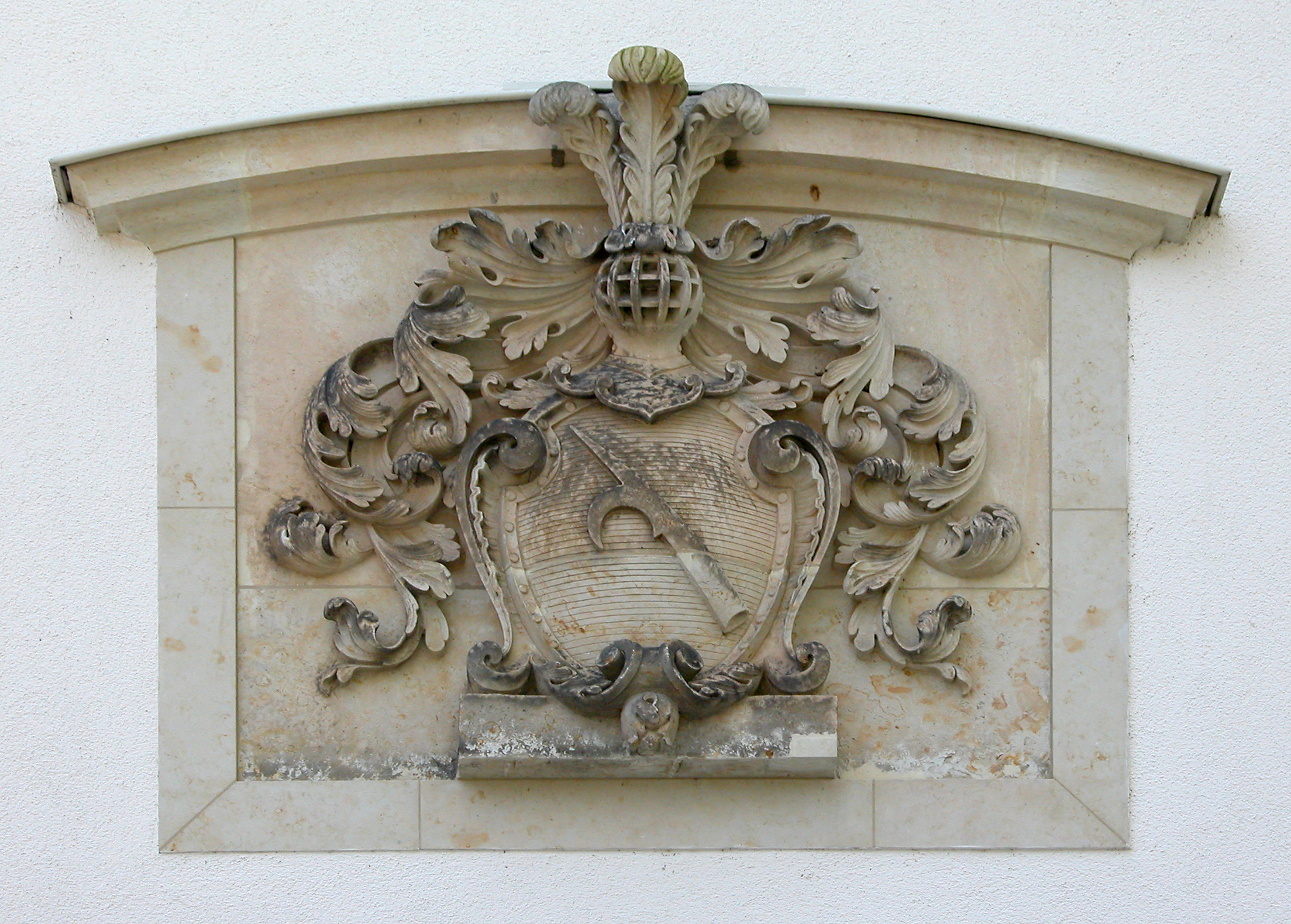
Wappen von Hans Leo von Oppell an der Nordwand vom Schloß Friedersdorf

Oppell und Oppeln-Bronikowski sind die Namen zweier Stämme ein und desselben alten lausitzischen Adelsgeschlechts mit gleichnamigen Stammsitz in Oppeln bei Löbau, das mit Werner de Opal 1261 erstmals urkundlich erwähnt ist.

## Geschichte
Die direkte Stammreihe der Familie von Oppeln-Bronikowski begann erst mit Heinrich von Oppeln, der sich an der damaligen deutschen Ostgrenze Polens niederließ und im Jahre 1412 das Gut Bronikowo bei Fraustadt erwarb. Er übernahm, wie seinerzeit üblich, den Namen seines Guts in den Familiennamen und nannte sich fortan – so auch seine Nachkommen – von Oppeln-Bronikowski. Mit der Stadt Oppeln in Oberschlesien hat die Familie nichts zu tun.
Der ursprüngliche Familienstamm von Oppell besteht weiterhin eigenständig, vgl. auch Oppel.
Das deutsch-polnische Adelsgeschlecht war in Großpolen, der Neumark und Westpreußen begütert. Seit 1970 gehört einem Zweig die ostfriesische Burg Berum.

## Wappen
Blasonierung: Das Wappen (ältestes Siegel von 1387) zeigt schrägrechts aufwärts einen silbernen Enterhaken auf blauem Grund. Der Helm mit blau-silbernen Decken trägt drei silberne Straußenfedern als Helmzier.
Mitglieder der Familie sollen der Überlieferung nach einst mit Enterhaken die Sarazenen in die Flucht geschlagen haben.

## Bekannte Familienmitglieder

### Oppell
- Johann Georg Oppeln (von Oppel), Geheimrat, Mitunterzeichner der Urkunde zum Waffenstillstand von Kötzschenbroda 1645
- Friedrich Wilhelm von Oppel (1720–1769), sächsischer Oberberghauptmann und Mitbegründer der Bergakademie Freiberg
- Julius Wilhelm von Oppel (1766–1832), deutscher Staatsmann
- Carl Wilhelm von Oppel (1767–1833), Direktor der Porzellanmanufaktur Meißen
- Karl Friedrich Gustav von Oppell (1795–1870), sächsischer Kriegsminister
- Hans Ludwig von Oppell (1800–1876), sächsischer Polizeidirektor, Gründer des Hechtviertels in Dresden
- August von Oppell (1827–1909), preußischer General der Infanterie
- Hans Leo von Oppell (1846–1915), sächsischer Kammerherr und Rittmeister

### Oppeln-Bronikowski
- Johann von Oppeln-Bronikowski (1679–1765), polnischer und schwedischer Militär, später preußischer Generalmajor, genannt „Stammvater der Husaren“
- Adam von Oppeln-Bronikowski (1714–1778), sächsischer General, Führer der Calvinisten in Polen
- Ferdinand George von Oppeln-Bronikowski (1751–1803), preußischer Landrat der Kreise Bromberg, Deutsch Krone, Landesdirektor und Kammerpräsident
- Xaver Andreas von Oppeln-Bronikowski (* 1752; † nach 1803), preußischer Landrat des Kreises Inowrazlaw und Landesdirektor
- Karl Ludwig von Oppeln-Bronikowski (1766–1842), preußischer Generalleutnant und Adjutant von König Friedrich Wilhelm III.
- Mikołaj Oppeln-Bronikowski (1767–1817), polnischer General, Truchsess des Herzogtum Warschau, Ritter des Ordens vom Weißen Adler
- Alexander von Oppeln-Bronikowski (1784–1834), deutscher Schriftsteller
- Rudolf von Oppeln-Bronikowski (1826–1894), preußischer General der Infanterie
- Hermann von Oppeln-Bronikowski (General, 1826) (1826–1904), preußischer Generalleutnant
- Karl von Oppeln-Bronikowski (* 1853), preußischer General der Infanterie
- Hermann von Oppeln-Bronikowski (General, 1857) (1857–1925), preußischer General der Infanterie
- Kazimierz Bronikowski (eigentlich Oppeln-Bronikowski; 1861–1909), polnischer Germanist
- Friedrich von Oppeln-Bronikowski (1873–1936), deutscher Schriftsteller
- Hermann von Oppeln-Bronikowski (General, 1899) (1899–1966), deutscher Generalmajor im Zweiten Weltkrieg sowie Olympiasieger 1936 im Dressurreiten/Mannschaft